# O'Higgins / San Martín
O'Higgins / San Martín (španělsky Lago O'Higgins v Chile nebo Lago San Martín v Argentině) je ledovcové jezero na hranici chilského regionu Magallanes y la Antártica Chilena a argentinské provincie Santa Cruz v Jižní Americe. Nachází se na východním svahu Patagonských And. Vzniklo v důsledku zahrazení odtoku tající vody z Jihopatagonského ledovcového pole koncovou morénou. Má rozlohu 1013 km². Leží v nadmořské výšce 250 m.

## Vodní režim
Na jihozápadě ledovec O'Higgins sahá až bezprostředně k jezeru. Z jezera odtéká řeka Pascua do fjordu Baker v Tichém oceánu.

## Historie
Jezero je pojmenováno na počest José de San Martína a Bernardo O'Higginse.